# アモイ・ガーデンズ
アモイ・ガーデンズ（英: Amoy Gardens、中国語: 淘大花園・粤拼: tou4 daai6 faa1 jyun4）は、1981年から1987年にかけて順次完成した香港・九龍の佐敦谷にある民間集合住宅である。2003年に重症急性呼吸器症候群 (SARS) のアウトブレイクが起こった際には集団感染の中心地となり、300人以上がここで感染した。

## 特徴

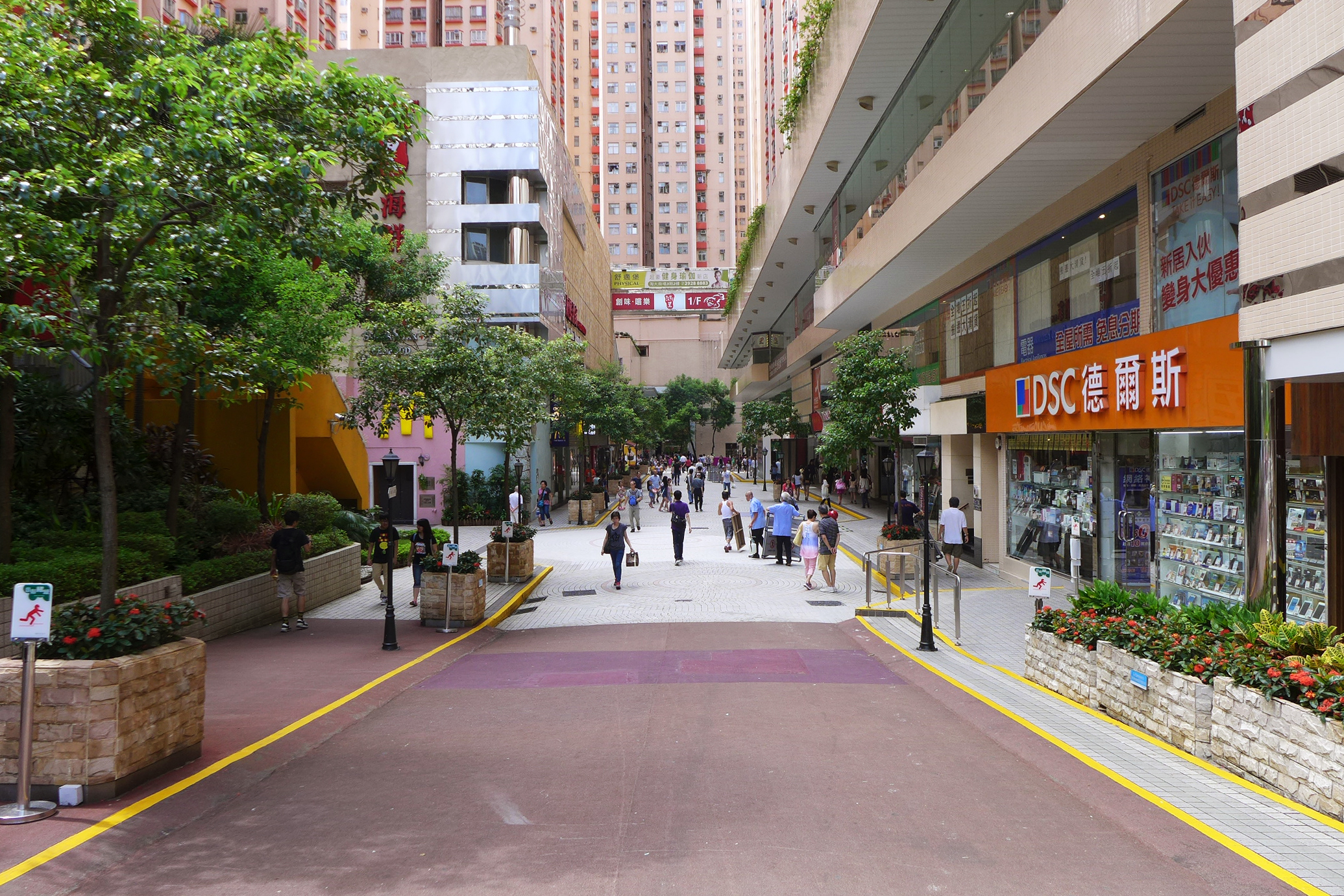
アモイ・プラザ (Amoy Plaza)

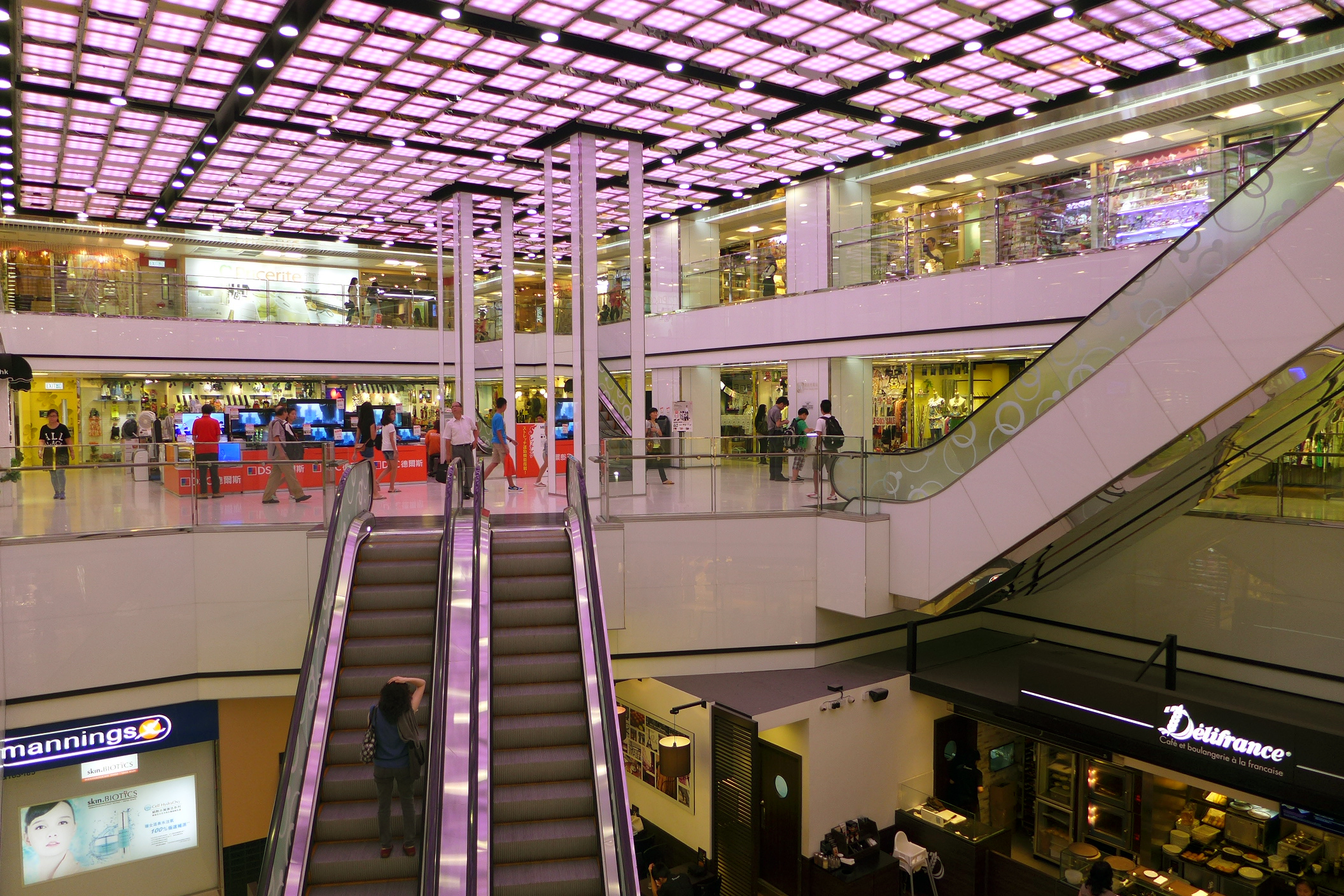
アモイ・プラザの内装

アモイ・ガーデンズにはAからSまで19のブロックがあり、ブロックにより30階から40階立てになっている。AからHまでの8ブロックは33階立て・高さ105メートルで、14メートルの基壇の上に立っており、この中には商業施設が入っている。この8ブロックには、1フロアあたり8部屋が十字架の形に配置されており、十字架の各腕に2部屋がある。敷地内にはアーケード街のアモイ・プラザ (Amoy Plaza) と、飲食店街が存在する。

## 歴史

### 開発
アモイ・ガーデンズの敷地は、1920年代に工場用地としてアモイ製缶が購入したものである。アモイは1977年3月におよそ222,560平方フィート (20,677 m2)の敷地をオークションにかけたが、これは製造部門を段階的に別の場所へ移す企図であった。オークションは最低価格に達せず失敗した。その後、恒隆集団が合意に達し、1977年4月にこの土地をおよそ2億香港ドルで購入した。この合意の中で、アモイは土地の再開発で得られる利益の一部を受け取ることになっていた。
団地は4段階に分けて建設された。第1期の建設契約には、AからGブロックまでに相当する7つの住居ブロックと小売りスペースが含まれ、1979年10月18日に香港の建設会社瑞安建設 (英: Shui On Construction）が請け負うことになった。第1期の工事は1981年に完了し、最終第4期の工事は1987年に完了した。

### SARSのアウトブレイク
2003年3月の終わり、SARSのアウトブレイクがアモイ・ガーデンズの住人間で発生した。2003年4月15日時点で、団地内でSARSに感染した人は321人に上っていた。感染者はブロックEに集中しており、累積人数の41%がこのブロックから出ていた。患者数は続いてブロックC (15%) 、ブロックB (13%) 、ブロックD (13%) の順であった。その他の18%は、11のブロックに分散していた。インデックス・ケースとなった男性は、SARS流行の中心地となっていたプリンス・オブ・ウェールズ病院に定期受診していた。ブロックEに住んでいた最初の患者107人の自宅は、そのほとんどが垂直方向に分布していた。
アウトブレイク後、全住人が隔離のために鯉魚門公園・休暇村かレディ・マクレホース休暇村（英: Lady MacLehose Holiday Village）ヘ移された。2003年半ば、当局はトイレの排水路に深刻な問題があり、これがSARSの蔓延に寄与していたことを突き止めた。敷地内は除染され、住人たちはその後元の住宅へと戻った。

## 人口統計
2016年に行われた香港の国勢調査によれば、アモイ・ガーデンズの住人は10,721人である。年齢の中央値は37.7歳で、大半 (95.6%) が中国系である。世帯人数は平均2.4人である。経済活動の有無にかかわらず全住人を対象とすると、毎月の世帯収入の中央値は、34,000香港ドルとなる。

## 交通
アモイ・ガーデンズの最寄り駅は、香港MTR観塘線の九龍湾駅である。アモイ・ガーデンズ近辺には、以下に示すように多数のバス路線が通っている。
九龍バス
- 1A- Sau Mau Ping (Central) ↔ Star Ferry
- 3D- Tsz Wan Shan (Central) ↔ Kwun Tong (Yue Man Square)
- 11B- Kwun Tong (Tsui Ping Road) ↔ Kowloon City Ferry
- 11C- Sau Mau Ping (Upper) ↔ Chuk Yuen Estate
- 11D- Lok Fu ↔ Kwun Tong Ferry
- 13P- Po Tat → Lai Kok (rush time service)
- 14- Yau Tong ↔ China Hong Kong City
- 15- Ping Tin ↔ Hung Hom Ferry
- 16- Lam Tin (Kwong Tin Estate) ↔ Mong Kok (Park Avenue)
- 17- Oi Man ↔ Kwun Tong (Yue Man Square)
- 38- Kwai Shing (East) ↔ Ping Tin
- 40- Laguna City ↔ Tsuen Wan (Nina Tower)
- 42C- Cheung Hang ↔ Lam Tin Station
- 62X- Tuen Mun Town Centre ↔ Yau Tong (rush time service)
- 74A- Tai Wo ↔ Kai Yip Estate
- 74X- Tai Po Central ↔ Kwun Tong Ferry
- 80- Mei Lam ↔ Kwun Tong Ferry
- 80X- Chun Shek ↔ Kwun Tong Ferry
- 83X- Kwun Tong Ferry ↔ Wong Nai Tau (rush time service)
- 89- Lek Yuen ↔ Kwun Tong Station
- 89B- Sha Tin Wai ↔ Kwun Tong Station
- 89C- Heng On ↔ Kwun Tong (Tsui Ping Road)
- 89D- Wu Kai Shan Station ↔ Lam Tin Station
- 89X- Sha Tin Station ↔ Kwun Tong Station
- 93K- Po Lam ↔ Mong Kok East Station
- 258D- Po Tin ↔ Lam Tin Station
- 259D- Lung Mun Oasis ↔ Yau Tong
- 268C- Long Ping Station ↔ Kwun Tong Ferry
- 269C- Tin Shui Wai Town Centre ↔ Kwun Tong Ferry
- 277X- Luen Wo Hui ↔ Lam Tin Station
- 292P- Sai Kung → Kwun Tong( Millennium City) (rush time service)
- 296C- Sheung Tak ↔ Sham Shui Po (Tonkin Street)

新世界第一バス
- N796- Tseung Kwan O Station ↺ Tsim Sha Tsui

シティバス
- A22- Airport (Ground Transportation Centre) ↔ Lam Tin Station
- E22- AsiaWorld-Expo ↔ Lam Tin (North)
- E22A- AsiaWorld-Expo ↔ Tseung Kwan O Hong Sing Garden
- E22P- AsiaWorld-Expo ↔ Yau Tong (rush time service)
- E22S- Tung Chung (Yat Tung Estate) → Tseung Kwan O Po Lam (rush time service)

香港海底トンネルバス
- 101- Kwun Tong (Yue Man Square) ↔ Kennedy Town
- 101R- Happy Valley Racecourse → Kwun Tong (Yue Man Square)
- 671- Diamond Hill Station ↔ Ap Lei Chau (Lee Lok Street)